# Кобаяси, Ёсинори
Ёсинори Кобаяси (яп. 小林 よしのり Кобаяси Ёсинори, также 小林 善範), 31 августа 1953) — японский мангака и публицист, известный творчеством консервативного толка. В своих работах он комментирует историю Японии XX века и современность с, как отмечают исследователи, неонационалистических позиций. Наиболее известной работой является «Манифест высокомерия — О войне» (яп. 新・ゴーマニズム宣言SPECIAL 戦争論 Син го:манидзуму сэнгэн супэсяру Сэнсо: рон). Кобаяси — основатель и главный редактор политического журнала «Мой принцип (журнал)» (яп. わしズム Васидзуму).

## Биография
Родился 31 августа 1953 года в Фукуоке. Старший ребёнок, есть брат и сестра.
Изучал французскую литературу в Фукуокском университете.
В начале 1990-х Кобаяси подверг сатире секту «Аум синрикё», из-за чего был включен в список врагов секты. В 1993 году представители секты, совершили на мангаку покушение, после которого он чуть не погиб.

#### Карьера
В 1976 году, ещё будучи школьником, опубликовал мангу Tōdai Itchokusen (яп. 東大一直線 То:дай иттёкусэн, «Напрямик в Токийский университет») в журнале Weekly Shonen Jump. За мангу «Оботтяма-кун» (яп. おぼっちゃまくん, дословно — «Маленький принц») (сатира о непослушном богатом мальчике в период японского финансового пузыря), был удостоен в 1989 году премии Shogakukan в категории «манга для детей».

#### Личная жизнь
С детства страдает астмой.

Был фанатом идол-группы AKB48, даже посвятил им книгу в рамках своей серии «Манифест высокомерия». Однако разочаровался в исполнительницах и в 2016 году публично заявил, что больше не является отаку.

### Манга
Кобаяси — автор нескольких десятков манга-произведений. В его творчестве есть как комедийные истории для детства и юношества, так и написанные для взрослой аудитории. Наибольшую популярность и интерес к своему творчеству он привлёк работами, в которых высказывается на вопросы актуальной политики Японии с традиционалистских, консервативных и ревизионистских позиций. Так, Кобаяси настаивает на пересмотре Конституции Японии, навязанной стране по результатам капитуляции во Второй мировой войне. В частности он выступает за отмену Девятой статьи — вопрос, который является дискуссионным и имеющим значение для японского общества. Данным вопросам он посвятил свою наиболее популярную серию манги — «Манифест высокомерия» (или, в другом переводе, «Манифест неогуманизма»).

#### Серия «Манифест высокомерия»
Главная творческая серия Кобаяси, которая включает в себя как мангу, так и публицистические произведения. В данную серию входят такие произведения как выше упомянутая манга «Манифест высокомерия — О войне» (яп. 戦争論) и «Манифест высокомерия – об Ясукуни» (яп. 靖国論). 

#### Манга «Тайваньский вопрос»
В манге «Тайваньский вопрос» (яп. 台湾論 Тайван рон), входящей в серию «Манифест неогуманизма», выступил с позиций одобрения японской колонизации Тайваня. За эту работу он был объявлен персоной нон грата на Тайване.

### Публицистика и литература
Кобаяси — автор множества публицистических материалов, которые, в частности, опубликованы в журнале «Мой принцип», основателем и главным редактором которого является он сам, а также ряда книг, написанных, в основном, в соавторстве. Данная его творческая ипостась даже в большей степени связана с ревизионизмом в отношении японской истории. Так, среди книг, в которых он выступил соавтором, имеются работы со следующими заглавиями: «Насилие над собой, которому могут научить учебники истории», изданная при «Центре изучения ложных обвинений Японии в войне» и «15-летняя война с учебниками истории: от „Вторжения и продвижения“ до проблем „Женщин для утешения“». 

## Награды
| Год  | Награда                                                 | Работа                                                              |
| ---- | ------------------------------------------------------- | ------------------------------------------------------------------- |
| 1989 | Премия манги Shogakukan (в категории «манга для детей») | «Оботтяма-кун» (яп. おぼっちゃまくん, дословно — «Маленький принц») |